# Il Rosi
Il Rosi è una frazione del comune italiano di Campi Bisenzio, nella città metropolitana di Firenze, in Toscana.
La località si è sviluppata a partire dalla fine degli anni cinquanta del XX secolo in una piccolissima striscia di territorio con cui il comune di Campi Bisenzio si affaccia sulla Via Pratese, incuneandosi tra quelli di Calenzano e Prato.
La neonata frazione ha comunque visto una grande crescita demografica, dato che quasi tutte le costruzioni erette sono stati grandi palazzi condominiali. In passato è stata più volte prospettata da alcuni residenti la possibilità di un passaggio al comune di Prato per motivi di comodità (i residenti usufruiscono di molti servizi dell'amministrazione laniera, dalla posta alle scuole e dal punto di vista ecclesiastico fanno parte della Diocesi di Prato) ma la stragrande maggioranza dei cittadini ha sempre preferito rimanere sul comune di Campi Bisenzio.
Forse per tale "fedeltà" dimostrata, Il Rosi è sempre stato particolarmente curato e seguito dall'amministrazione comunale campigiana ed è oggi una delle frazioni più vive anche dal punto di vista dell'associazionismo.